# أمباغليفلوزين/ليناغلبتين/ميتفورمين
أمباغليفلوزين/ليناغلبتين/ميتفورمين ويباع تحت الاسم التجاري تريجاردي اكسر، هو مركب دوائي يستخدم لعلاج مرض السكري من النوع الثاني. وهو مركب من أمباغليفلوزين، وليناغلبتين، والميتفورمين. تمت الموافقة على أمباغليفلوزين/ليناغلبتين/ميتفورمين للاستخدام في الولايات المتحدة في يناير 2020. 

## التاريخ
تم تطوير وتسويق التركيبة من قبل شركة بوهرينجر إنجلهيم وإيلي ليلي وشركاءه. 

## روابط خارجية
- %2F linagliptin "مركب أمباغليفلوزين وليناغلبتين". بوابة معلومات الدواء. مكتبة الطب الوطنية الأمريكية. مؤرشف من الأصل في 2020-02-13. {{استشهاد ويب}}: تحقق من قيمة |مسار أرشيف= (مساعدة)
- and metformin hcl "مركب أمباغليفلوزين وهيدروكلوريد ميتفورمين". بوابة معلومات الدواء. مكتبة الطب الوطنية الأمريكية. مؤرشف من الأصل في 2020-02-13. {{استشهاد ويب}}: تحقق من قيمة |مسار أرشيف= (مساعدة)

- "أمباغليفلوزين". ميدلاين بلس. مؤرشف من الأصل في 2020-02-13.
- "ليناغلبتين". ميدلاين بلس. مؤرشف من الأصل في 2020-02-13.
- "ميتفورمين". ميدلاين بلس. مؤرشف من الأصل في 2020-05-02.